# Brisbane International

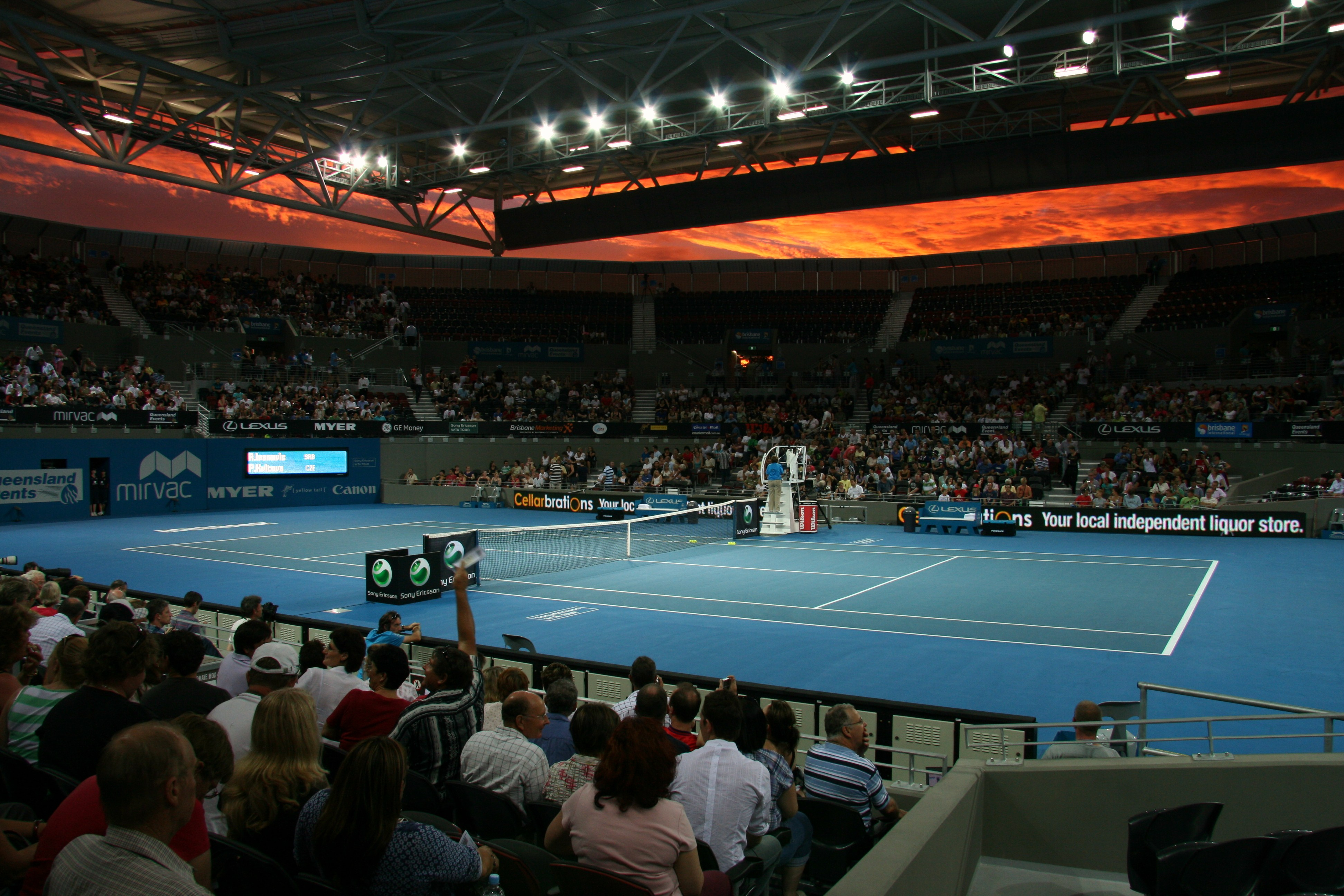
Il Queensland Tennis Centre

Il Brisbane International è un torneo di tennis sia maschile sia femminile (combinato) che si disputa al Queensland Tennis Centre di Brisbane, in Australia. 
Il torneo maschile è stato temporaneamente sostituito dalla ATP Cup nel 2020-2022. L'edizione femminile del 2021 non viene disputata a causa della pandemia di COVID-19.

## Storia
Il torneo è stato creato su iniziativa della federazione di tennis australiana durante la riforma dei calendari ATP e WTA che ha avuto effetto dal 2009. Il Torneo di Adelaide (conosciuto in passato come South Australian Open) è stato unito all'Australian Women's Hardcourt, torneo femminile di categoria Tier III che fino a quell'anno si era tenuto a Gold Coast, per formare un unico torneo da disputare al nuovo Queensland Tennis Centre di Brisbane.
L'evento è stato inserito a calendario nel mese di gennaio, come torneo preparatorio agli Australian Open, ed è stato classificato a livello  ATP 250 per gli uomini e WTA International per le donne. Nel 2012, tuttavia, il torneo femminile sale di categoria diventando un WTA Premier. 
Nel 2019 s'interrompe il torneo maschile, sostituito a partire dall'anno successivo dall'Adelaide International. A Brisbane viene comunque disputato il torneo per nazioni ATP Cup.
Nel 2021 il torneo femminile sarebbe dovuto diventare un WTA 500, ma, a causa della pandemia di covid-19, viene cancellato per 2 edizioni consecutive. Nel 2023 non è stato inserito nuovamente a calendario, senza tuttavia essere ufficialmente cancellato. Ritorna nel 2024 come evento combinato  ATP250 e WTA500.

## Albo d'oro

### Maschile

#### Singolare
| Anno       | Vincitore           | Finalista            | Punteggio        |
| ---------- | ------------------- | -------------------- | ---------------- |
| 2009       | Radek Štěpánek      | Fernando Verdasco    | 3–6, 6–3, 6–4    |
| 2010       | Andy Roddick        | Radek Štěpánek       | 7–6(2), 7–6(7)   |
| 2011       | Robin Söderling     | Andy Roddick         | 6–3, 7–5         |
| 2012       | Andy Murray (1)     | Aleksandr Dolhopolov | 6–1, 6–3         |
| 2013       | Andy Murray (2)     | Grigor Dimitrov      | 7–6(0), 6–4      |
| 2014       | Lleyton Hewitt      | Roger Federer        | 6–1, 4–6, 6–3    |
| 2015       | Roger Federer       | Milos Raonic         | 6–4, 6(2)–7, 6–4 |
| 2016       | Milos Raonic        | Roger Federer        | 6–4, 6–4         |
| 2017       | Grigor Dimitrov (1) | Kei Nishikori        | 6–2, 2–6, 6–3    |
| 2018       | Nick Kyrgios        | Ryan Harrison        | 6–4, 6–2         |
| 2019       | Kei Nishikori       | Daniil Medvedev      | 6–4, 3–6, 6–2    |
| 2020- 2023 | Non disputato       | Non disputato        | Non disputato    |
| 2024       | Grigor Dimitrov (2) | Holger Rune          | 7–6(5), 6–4      |
| 2025       | Jiří Lehečka        | Reilly Opelka        | 4–1 rit.         |

#### Doppio
| Anno       | Vincitori                             | Finalisti                          | Punteggio            |
| ---------- | ------------------------------------- | ---------------------------------- | -------------------- |
| 2009       | Marc Gicquel (1) Jo-Wilfried Tsonga   | Fernando Verdasco Miša Zverev      | 6–4, 6–3             |
| 2010       | Jérémy Chardy Marc Gicquel (2)        | Lukáš Dlouhý Leander Paes          | 6–3, 7–6(5)          |
| 2011       | Lukáš Dlouhý Paul Hanley              | Robert Lindstedt Horia Tecău       | 6–4, rit.            |
| 2012       | Maks Mirny Daniel Nestor (1)          | Jürgen Melzer Philipp Petzschner   | 6–1, 6–2             |
| 2013       | Marcelo Melo Tommy Robredo            | Eric Butorac Paul Hanley           | 4–6, 6–1, [10–5]     |
| 2014       | Mariusz Fyrstenberg Daniel Nestor (2) | Juan Sebastián Cabal Robert Farah  | 6(4)–7, 6–4, [10–7]  |
| 2015       | Jamie Murray John Peers (1)           | Aleksandr Dolhopolov Kei Nishikori | 6–3, 7–6(4)          |
| 2016       | Henri Kontinen (1) John Peers (2)     | James Duckworth Chris Guccione     | 7–6(4), 6–1          |
| 2017       | Thanasi Kokkinakis Jordan Thompson    | Gilles Müller Sam Querrey          | 7–6(7), 6–4          |
| 2018       | Henri Kontinen (2) John Peers (3)     | Leonardo Mayer Horacio Zeballos    | 3–6, 6–3, [10–2]     |
| 2019       | Marcus Daniell Wesley Koolhof         | Rajeev Ram Joe Salisbury           | 6–4, 7–6(6)          |
| 2020- 2023 | Non disputato                         | Non disputato                      | Non disputato        |
| 2024       | Lloyd Glasspool (1) Jean-Julien Rojer | Kevin Krawietz Tim Pütz            | 7–6(3), 5–7, [12–10] |
| 2025       | Julian Cash Lloyd Glasspool (2)       | Jiří Lehečka Jakub Menšík          | 6–3, 6(2)–7, [10–6]  |

### Femminile

#### Singolare
| Anno | Categoria                             | Vincitrice                            | Finalista                             | Punteggio                             |
| ---- | ------------------------------------- | ------------------------------------- | ------------------------------------- | ------------------------------------- |
| 2009 | International                         | Viktoryja Azaranka (1)                | Marion Bartoli                        | 6–3, 6–1                              |
| 2010 | International                         | Kim Clijsters                         | Justine Henin                         | 6–3, 4–6, 7–6(6)                      |
| 2011 | International                         | Petra Kvitová                         | Andrea Petković                       | 6–1, 6–3                              |
| 2012 | Premier                               | Kaia Kanepi                           | Daniela Hantuchová                    | 6–2, 6–1                              |
| 2013 | Premier                               | Serena Williams (1)                   | Anastasija Pavljučenkova              | 6–2, 6–1                              |
| 2014 | Premier                               | Serena Williams (2)                   | Viktoryja Azaranka                    | 6–4, 7–5                              |
| 2015 | Premier                               | Marija Šarapova                       | Ana Ivanović                          | 6(4)–7, 6–3, 6–3                      |
| 2016 | Premier                               | Viktoryja Azaranka (2)                | Angelique Kerber                      | 6–3, 6–1                              |
| 2017 | Premier                               | Karolína Plíšková (1)                 | Alizé Cornet                          | 6–0, 6–3                              |
| 2018 | Premier                               | Elina Svitolina                       | Aljaksandra Sasnovič                  | 6–2, 6–1                              |
| 2019 | Premier                               | Karolína Plíšková (2)                 | Lesja Curenko                         | 4–6, 7–5, 6–2                         |
| 2020 | Premier                               | Karolína Plíšková (3)                 | Madison Keys                          | 6–4, 4–6, 7–5                         |
| 2021 | Annullato per pandemia di Coronavirus | Annullato per pandemia di Coronavirus | Annullato per pandemia di Coronavirus | Annullato per pandemia di Coronavirus |
| 2022 | Non disputato                         | Non disputato                         | Non disputato                         | Non disputato                         |
| 2023 | Non disputato                         | Non disputato                         | Non disputato                         | Non disputato                         |
| 2024 | WTA 500                               | Elena Rybakina                        | Aryna Sabalenka                       | 6–0, 6–3                              |
| 2025 | WTA 500                               | Aryna Sabalenka                       | Polina Kudermetova                    | 4–6, 6–3, 6–2                         |

#### Doppio
| Anno | Categoria                             | Vincitrici                                    | Finaliste                                    | Punteggio                             |
| ---- | ------------------------------------- | --------------------------------------------- | -------------------------------------------- | ------------------------------------- |
| 2009 | International                         | Anna-Lena Grönefeld Vania King                | Klaudia Jans-Ignacik (1) Alicja Rosolska (1) | 3–6, 7–5, [10–5]                      |
| 2010 | International                         | Andrea Hlaváčková Lucie Hradecká              | Melinda Czink Arantxa Parra Santonja         | 2–6, 7–6(3), [10–4]                   |
| 2011 | International                         | Alisa Klejbanova Anastasija Pavljučenkova     | Klaudia Jans-Ignacik (2) Alicja Rosolska (2) | 6–3, 7–5                              |
| 2012 | Premier                               | Nuria Llagostera Vives Arantxa Parra Santonja | Raquel Kops-Jones Abigail Spears             | 7–6(2), 7–6(2)                        |
| 2013 | Premier                               | Bethanie Mattek-Sands (1) Sania Mirza (1)     | Anna-Lena Grönefeld Květa Peschke            | 4–6, 6–4, [10–7]                      |
| 2014 | Premier                               | Alla Kudrjavceva Anastasija Rodionova         | Kristina Mladenovic Galina Voskoboeva        | 6–3, 6–1                              |
| 2015 | Premier                               | Martina Hingis (1) Sabine Lisicki             | Caroline Garcia Katarina Srebotnik           | 6–2, 7–5                              |
| 2016 | Premier                               | Martina Hingis (2) Sania Mirza (2)            | Angelique Kerber Andrea Petković             | 7–5, 6–1                              |
| 2017 | Premier                               | Bethanie Mattek-Sands (2) Sania Mirza (3)     | Ekaterina Makarova Elena Vesnina             | 6–2, 6–3                              |
| 2018 | Premier                               | Kiki Bertens Demi Schuurs                     | Andreja Klepač María José Martínez Sánchez   | 7–5, 6–2                              |
| 2019 | Premier                               | Nicole Melichar Květa Peschke                 | Chan Hao-ching Latisha Chan                  | 6–1, 6–1                              |
| 2020 | Premier                               | Hsieh Su-wei Barbora Strýcová                 | Ashleigh Barty Kiki Bertens                  | 3–6, 7–6(7), [10–8]                   |
| 2021 | Annullato per pandemia di Coronavirus | Annullato per pandemia di Coronavirus         | Annullato per pandemia di Coronavirus        | Annullato per pandemia di Coronavirus |
| 2022 | Non disputato                         | Non disputato                                 | Non disputato                                | Non disputato                         |
| 2023 | Non disputato                         | Non disputato                                 | Non disputato                                | Non disputato                         |
| 2024 | WTA 500                               | Ljudmyla Kičenok Jeļena Ostapenko             | Greet Minnen Heather Watson                  | 7–5, 6–2                              |
| 2025 | WTA 500                               | Mirra Andreeva Diana Šnajder                  | Priscilla Hon Anna Kalinskaja                | 7–6(6), 7–5                           |